# Djurgårdens IF Basketförening
Djurgårdens IF Basketförening grundades den 5 juni 2015 av Goran Popov, Ronnie Christensen, Stefan Bergman och Rick Bergström med syftet att föra klubben upp till BasketLigan. Goran Popov var föreningens starke man gällande marknadsföring, events och sociala medier. Ronnie Christensen var klubbens grundare och ordförande de två första säsongerna innan DIF-legenden Johan Cidvall tog över ordförandeklubban. Laget började spela i div.2 där man snabbt avancerade till Basketettan Norra och sedan Superettan innan man till slut nådde Svenska Basketligan 2019/2020. Stefan Bergman coachade laget framgångsrikt åren innan Basketligan. Laget spelar sina hemmamatcher i Brännkyrkahallen. Klubben spelade säsongen 2019/2020 i Svenska Basketligan.